# ご覧の勇者の提供でお送りします
『ご覧の勇者の提供でお送りします』（ごらんのゆうしゃのていきょうでおおくりします）は、田口仙年堂による日本のライトノベル。イラストはしらびが担当している。富士見ファンタジア文庫（KADOKAWA）より2014年3月から7月まで刊行された。

## あらすじ
ゼルニア王国に突如出現する人類の敵・モンスター。そのモンスターと戦い倒す勇者たちの活躍を放送するゼルニア王国の大人気テレビ番組、それが「勇者テレビ」だ。勇者たちはそれぞれ組織の代表として街を守り、そして自身の人気を獲得しながら勇者の頂点を目指している。そんな勇者たちに新たな仲間が加わることになった。伝説の勇者の息子で学生でありながら勇者に選ばれたフウト。フウトは学園代表として勇者としては異例となるタッグを組んでのデビューとなったのだが、そのパートナーは色々と問題がある人物だった。はたしてフウトは勇者の仕事を無事にこなすことはできるのか。

## 登場人物

### 勇者
フウト・ソーン
本作の主人公。17歳。ファティマ学園所属。
「伝説の勇者」の息子で、勉学・武術・素行どれをとっても文句なしの優等生。学園からの指示で、勇者としては異例となるフィオーネとタッグを組んで勇者をやることになった。
だらけた人間が嫌いで許すことができない性格。このため、異なる意見を持つフィオーネとはよく喧嘩をすることがある。
勇者の息子ということもあり、様々な武器の使い方を習得している。最も相性がいい武器は槍。魔法も使うことができるが、戦いの補助として使う程度であまり得意ではない。父親の影響もあり、みんなから頼りにされ安心させることができる勇者を目指している。
フウトが持っているスキルは「偶像守護者（アイドルセイバー）」。周囲の希望を力に変える能力。このため、周囲から希望を得られればそれだけ強力な力を手にすることができるが、希望が得られないと力が弱くなっていく変動の大きいスキル。
フィオーレ・ローゼンガルデ
本作のメインヒロイン。17歳。ファティマ学園所属。
学園では生徒会長を務めており、容姿端麗、才色兼備で成績も優秀であるが、実際はだらしない性格でいつもサボることに全力を尽くすような人間。勇者も自身はやりたくないと言っているが、学園長の命令で仕方なくやっている。
フィオーレが持っているスキルは「花道（スター・ロード）」。ただひたすらに強力な力で敵を潰す。その力はモンスターはもちろん人や建物、自然とあらゆるものを破壊することができる。ただし、スキルを発動するとフィオーレの肉体に尋常ではないほどの負担がかかるため反動で動けなくなることがある。力は食事と睡眠のみで補うことができる。
アスタナシア
勇者の1人。18歳。アン・フラン騎士団所属。
ゼルニア王国八大騎士団の一つである、アン・フラン騎士団の騎士団長でありエース。多少のことでは動じない平常心と、モンスターを容赦なく切り裂く冷淡さが特徴で主に男性のあいだで人気が高い。普段は何もないところで転んだりとドジな部分も多い。
アスタナシアのスキルは「非恋劇（ディス・エバー）」。剣で触れたものを全て両断することができる強力な技。しかし、狭い場所で使用するとその周りにある建物なども全て両断してしまうため注意が必要。
エリュシオン
勇者の1人。20歳。エル・ザニアス教会所属。
普段は心優しい聖女だが、モンスターとの戦闘ではボンデージ衣装を着用し血塗れで笑いながらモンスターを粉砕する。
エリュシオンのスキルは「再生（アンコール）」。あらゆるものを再生させることができるため不死身の勇者と呼ばれている。戦闘中に他の勇者に治癒魔法をかけることもある。
セシル
勇者の1人。13歳。職人連合（クラフトマンギルド）所属。
若いながらその実力は既に熟練の職人を遙かに凌いでおり、武器や防具はもちろんのこと、便利なアイテムや攻城戦用兵器までなんでも作ることができる。また、道具の改造も得意でモンスターとの戦闘中に道具を改造し始めるのも珍しい事ではない。
普段は男のような格好をしているが性別は女。性別をいつわっているがなぜ偽るのかは不明。
セシルが持つスキルは「大導具（シーンシフター）」。物体の仕組みが一目で分かってしまい、どこをどういじればどうなるのかが瞬時に理解することができる。
ギョクレン
勇者の1人。16歳。銀嶺党所属。
忍者の勇者でゼルニア城下町の南にある移民街の代表で、その移民街を牛耳っている「銀嶺党」と呼ばれるゴロツキ集団の頭領の娘。
戦闘中は黒装束に身を包み、ギョクレンのスキル「黒衣（ワイヤー・プラー）」によって姿を消しながら音もなく敵を倒す。しかし、そのスキルのせいでジャッジによる判定が間違えられることも多く、また視聴者にもアピールすることができず人気が低迷しているのが悩み。
ディンゴ
勇者の1人。26歳。ダルシー農業組合所属。
動物を使った豪快な戦い方が特徴で、獲得ポイントも5年連続でトップの最も実力のある勇者。その強さから一部では「伝説の勇者の再来」と言われている。勇者は金と女のためにやっていると述べている。戦闘中にはよく自身が所属している組合の新商品を宣伝している。
ディンゴの持つスキルは「全員出撃（オールキャスト）」。発動するとあらゆる動物が召喚され、その動物を操ることでモンスターを倒す。
バーナード
勇者の1人。17歳。魔術結社ベルコースト所属。
魔導士としてかなりの実力を持っており、その実力は同じ魔術結社ベルゴースト出身のオリーブも認めている。ゼルニア王国に存在している全ての魔法を使いこなし、またそれらを組み合わせて新しい魔法を作り出す能力を持っている。かなりのイケメンで女性のファンがたくさんついている。
バーナードが持っているスキルは「即興詠唱（アドリブ）」。通常、魔法は魔法陣や長い詠唱によって発動するが、バーナードは脳内で全ての魔法式を組み立てて実行することができる。

### その他
オリーブ・オイゲン
勇者テレビで実況を担当している女性。25歳の独身。魔術結社ベルコーストの出身。結婚するならディンゴのようなしっかりとした男がいいと公言している。
学園長
ファティマ学園の学園長。若返りの魔法をかけているため、見た目は幼い子供のようだが実年齢は80を超えていると言われている。ゼルニア王国を代表する賢者の一人で、魔法の能力に長けている。
フィオーネは孫にあたる。フィオーネのだらけきった性格を叩き直すべくフウトとともに勇者をやらせている。

## 用語

### 勇者・モンスター
勇者
テレース・ヴィジョンが発展したのと同じころに生まれた制度。モンスターの脅威に立ち向かうことができる唯一の存在で、ゼルニア国民にとって尊敬と安心の対象でもある。勇者がモンスターと戦う姿はテレース・ヴィジョンを通じで見ることができる。
最近の勇者はモンスターを倒す以外にお金儲けの為にやっていることが多く、自身のスポンサーとなる組織の宣伝を行うことも少なくない。
勇者テレビ
ゼルニア王国で大人気のテレビ番組。時空振動がはじまると放映される。モンスターを倒すために活躍する勇者の姿をリアルタイムで映し出す。
勇者は倒したモンスターの数と質によってポイントを得ることができ、そのポイントはシーズンごとと年間で集計される。年間で1位となった勇者には莫大な賞金とゼルニア王国最強の名誉を手に入れることができる。また、番組では公式の賭博も行われており、勇者のランキングを予想した国民にも配当金が配られる。
番組は国民の税金とスポンサーの協力によって運営されている。
化物（モンスター）
時空振動によって生じた空間の歪みから生まれてくる生物。その生態は不明なところが多いが、時と場所を選ばずただひたすらに破壊をくりかえす。姿かたちはバラバラで小さいものはウサギよりも矮小、大きいものはクジラよりも大きい。どんな姿をしているにせよ等しく「モンスター」という名を与えられている。
黒い肉体はこの世の生物の常識には当てはまらず、あらゆる生態にも属していない。攻撃力はとても強く勇者以外はまともな戦いができない。このため、25年前に「伝説の勇者」が現れるまで人類がモンスターに対抗する手段は持っておらず、ただひたすらに逃げることしかできなかった。
時空振動
モンスターが姿を現す際に起こる現象。空間に裂け目が発生し、その裂け目からモンスターが現れる。時空振動が発生する原理や原因は不明なところが多い。
魔王事件
25年前にゼルニア王国で発生した事件。それまでバラバラに行動していたモンスターを魔王と呼ばれる存在がひとまとめにして使役したことで、人類とモンスターの戦争に発展した。
この事件がきっかけで魔法技術の向上や勇者制度の誕生など様々なものが生まれ発展した。

### 技術
特殊技能（パッシブスキル）
通称「スキル」。勇者にとって必要不可欠とされている能力で、勇者は何かしらのスキルを持っているとされている。生まれつき持った才能であり異能の力。一説では体内の魔力が不完全な形で練られたことが原因で、その結果肉体そのものを魔法陣とした一種の魔法であると言われている。しかし現在の魔法学では解明できないスキルも存在しており、現在も研究が行われている。
勇者にとっては必要な能力であるが、スキルを持った者全てが勇者になれるとは限らず、大半の人間にとっては邪魔なものに過ぎない。スキルが発動した時、本人はそのスキルが発動していると自覚することができる。
スキルには様々な種類が存在し、特殊な条件を満たさないと発動しないスキルも存在する。
魔法
ゼルニア王国に存在する力の1つ。大半の勇者は魔法を使う。
大気中にある魔力と自らの体内にある魔力を練り、戦いに最適化するのが魔法の真髄である。魔法は万能の力ではなく、大気や体内の魔力には限りがある。膨大なエネルギーを扱うには技術が必要となるが、その膨大なエネルギーは簡単に集めることはできない。
魔術結社ベルコーストで活躍する魔導士は巨大な材質を扱う技術者のようなもので事故のリスクも高い。
テレース・ヴィジョン
魔王事件がきっかけで発展した技術の一つ。もとは伝令に使用していた魔法技術を、水晶板に遠方の情報を映し出すことができる魔法に改良した。
ゼルニア城に建てられている巨大な魔法塔から発せられる微弱な魔力が国中を包み込み、そこに撮影用の水晶で撮った映像を映し出す仕組みで、開発者の「千里眼のテレーズ」の名を取りテレース・ヴィジョンと名付けられた。
カメラ妖精
勇者テレビで中継を行う妖精。額に埋め込まれた水晶によって映像を映し出している。このカメラ妖精は魔術結社ベルコーストが開発した。
時空振動が発生した際には勇者へ通達を行う役目も担っている。

### 国家・組織
ゼルニア城
シーヴァズ大陸の両端に位置している。王宮を中心に、南北と東に向かって城下町が栄えており、西側には鉱山とその精錬所など工業が発展している。
ゼルニア城の特徴として、敷地内にテレビ用の魔力を送る大きな塔が建っており、日夜魔導士が魔力を送り続けている。番組が放送されていない時でも定期的に魔力を流して実験を行っており、放送技術の向上に努めている。
ファティマ学園
ゼルニア王国に存在する教育機関の中でも最も規模が大きい学園。一般的な知識を学ぶコースから、戦闘に特化した学科や特殊な魔法を学ぶ施設も存在する。
近年では魔法関係の入門者は殆どが魔術結社ベルコーストに奪われている。このためファティマ学園も学園の宣伝のために勇者をたてた。
魔術結社ベルコースト
城下町の北にある教育施設。生徒は全員ローブを着用している。
魔導士の育成と魔法の研究が行われており、ゼルニア王国でも最高の知性が揃っている。ファティマ学園と似た部分もあるが、魔法の実にカテゴリを絞っているため、魔力を持たない人間には縁がない。
ゾロリアン訓練所
勇者であれば知らないものはいない施設。スキルを持った人間の中でも特に幼い子供が収容されている場所で、スキルを己の意志で操るまでは訓練所で過ごす。
ギョクレンとバーナードはこの訓練所の出身で、その頃から仲が良い。
ジャッジ
ゼルニア王国の宮廷魔導士の一部署。勇者による戦闘を逐一監視し、倒したモンスターに応じて勇者にポイントをつける機関。その実態は謎に包まれており、公平をきたすためという理由から勇者にも秘匿とされている。

## 既刊一覧
| タイトル | タイトル                        | 発売日        | ISBN              |
| -------- | ------------------------------- | ------------- | ----------------- |
| 1        | ご覧の勇者の提供でお送りします  | 2014年3月20日 | 978-4-04-070067-0 |
| 2        | ご覧の勇者の提供でお送りします2 | 2014年7月19日 | 978-4-04-070129-5 |